# Complot contre Habib Bourguiba
La tentative de complot contre Habib Bourguiba est un projet d'attentat contre le président tunisien Habib Bourguiba et de renversement de son régime mené par d'anciens résistants et militaires. Il a été découvert en décembre 1962. Ce projet suscite une forte émotion et connait une issue dramatique avec l'exécution de onze des conjurés.

## Contexte et origine du projet
Le complot se déroule sur fond d'un mécontentement généralisé à l'égard de Bourguiba et d'un contexte international marqué par la multiplication des coups d'État, notamment dans les pays arabes.
En juillet 1961, la crise de Bizerte tourne au conflit armé. Inférieurs en nombre et en armement, mal préparés et mal dirigés, les militaires et les résistants tunisiens essuient une lourde défaite face à l'armée française, avec un bilan humain catastrophique. La bataille de Bizerte est considérée comme une aventure et un sacrifice inutile qui n'avaient pour but que de redorer le prestige de Bourguiba, puisque quelques mois plus tôt celui-ci avait conclu avec Charles de Gaulle un début d'accord diplomatique prévoyant l'évacuation de Bizerte par les militaires français. La gestion de la crise par Bourguiba est considérée comme l'un des principaux facteurs de mécontentement contre le régime à cette époque.
Sur un autre plan, la scission yousséfiste divise encore le pays : les arguments des yousséfistes (soutien aux nationalistes algériens, adhésion au panarabisme nassérien, rejet de la francophilie et du modernisme de Bourguiba, etc.) convainquent toujours une partie de la population. La répression des partisans de Salah Ben Youssef et l'assassinat de cet ancien bras droit de Bourguiba, le 12 août 1961, alors que l'opinion publique avait les yeux tournés vers Bizerte, suscitent un malaise.
L'affaire des palais de Bourguiba, dénoncée par le Parti communiste tunisien dans son journal Tribune du progrès, constitue elle aussi un élément de mécontentement. La population comprend mal, en effet, que Bourguiba lui demande de faire des efforts alors qu'en même temps une partie du budget de l'État est consacrée à la construction de ses demeures.
Sur le plan international, on assiste à la montée du panarabisme et du nationalisme arabe et la multiplication des coups d'État militaires comme moyen privilégié d'accession au pouvoir au Moyen-Orient et dans les pays arabes.
C'est dans ce contexte que l'idée de mener un complot contre Bourguiba, en s'appuyant sur les militaires, commence à germer. Les premiers contacts dans les cercles militaires et les réseaux de résistants pour mener une action armée contre le président commencent dès septembre 1961.

## Préparation
Au début, trois groupes se sont constitués sans se concerter, chacun avec son propre projet :
- Groupe de Bizerte : Mené par Habib Hanini, il est principalement motivé par le désastre militaire de la crise de juillet 1961 et son lot de conséquences pour les civils de la ville et de la région. Ce premier groupe projette un attentat contre Bourguiba dans la ferme de sa femme Wassila à Aïn Ghlel, à quelques kilomètres de Bizerte.
- Groupe de Gafsa : Les anciens maquisards de Gafsa, place forte dans le mouvement de libération nationale lors de l'insurrection armée de 1952-1954, s'estiment mal récompensés pour leur rôle dans l'indépendance. Beaucoup d'anciens fellagas avaient opté pour Salah Ben Youssef et leur désarmement ne se fait pas sans heurts avec les autorités. Le scénario préparé par le groupe, mené par Abdelaziz Akremi, est de lancer une révolution armée à partir des montagnes, en faisant venir des armes d'Algérie.
- Groupe de Tunis : Essentiellement constitué de militaires et mené par Amor Bembli, le groupe maîtrise parfaitement la technique des coups d'État militaires, Bembli ayant déjà participé à un coup d'État lorsqu'il se trouvait au Moyen-Orient. Le groupe avait projeté de recourir à la police militaire, qui contrôlait le pays à partir de 18 heures.

Les trois groupes entrent en contact par l'intermédiaire d'agents de liaison alors que d'autres personnes les rejoignent. Des réunions secrètes se tiennent, en grande partie chez Mohamed El-Hedi Gafsi à Tunis. Le projet vise un changement de régime qui aboutirait à un nouveau gouvernement où siégeraient des personnalités jugées respectables et issues du mouvement de libération nationale. Le nouveau gouvernement serait plus démocrate et plus ouvert sur l'environnement arabe. Le projet d'assassinat de Bourguiba est discuté par certains membres du groupe mais cette éventualité ne fait pas l'unanimité parmi eux et certains ne sont même pas au courant de cet aspect du complot.

## Découverte
Les différences d'orientation au sein des membres de la conspiration se traduisent par des mésententes. Le 18 décembre 1962, une dernière réunion a lieu au domicile de Lazhar Chraïti, dans la banlieue sud de Tunis. Les conjurés ne parviennent pas à s'entendre et le projet reste en suspens. Certains pensent abandonner le projet et d'autres créer un mouvement d'opposition. L'un des sous-officiers, Amor Toukabri, dénonce alors l'affaire aux autorités militaires.
Le lendemain, le procureur de la République auprès du tribunal militaire, Slaheddine Baly, annonce la découverte du complot. Une vaste opération policière est lancée, touchant de 200 à 400 personnes, dont la majorité est relâchée après des interrogatoires. Des barrages policiers sont établis un peu partout sur les routes du pays et sur les artères principales des grandes villes. La plupart des conjurés sont arrêtés chez eux. Les autorités mettent plus de temps à appréhender quatre insurgés de Bizerte, où un véritable ratissage est organisé ; ce dernier groupe n'est appréhendé qu'au début du mois de janvier.
Le 25 décembre, un communiqué officiel de l'agence Tunis Afrique Presse annonce qu'un complot contre la sûreté de l'État a été déjoué à Tunis et qu'une information sera ouverte devant le parquet militaire de Tunis. Le 27 décembre, des déclarations de Bourguiba et Bahi Ladgham, secrétaire d'État à la Défense, font valoir l'implication d'une partie étrangère et qu'une surveillance plus active du pays s'impose donc. Le 28 décembre, une manifestation de soutien à Bourguiba est organisée par le Néo-Destour et l'UGTT. Le 31 décembre, les journaux du Parti communiste tunisien sont suspendus à la suite d'informations judiciaires. Le 7 janvier 1963, Driss Guiga, directeur de la sûreté nationale, est remplacé par Béji Caïd Essebsi. Seul l'un des participants au complot a pu échapper à la police et trouve refuge en Algérie.

## Procès

### Procès principal
Le 31 décembre, le parquet militaire défère 26 accusés pour complot contre la sûreté de l'État. Le tribunal est présidé par Ali Cherif. Le procès doit s'ouvrir le 8 janvier mais il est retardé de quelques jours : le procès des insurgés se tient le 12 janvier dans la caserne de Bouchoucha et dure jusqu'au 17 janvier ; il est fortement médiatisé, les audiences étant retransmises en différé à la radio et des journalistes étrangers étant présents dans la salle d'audience. Les avocats qui représentent les accusés sont Kheireddine Ellili, Mokhtar Mâaref, Ridha Kahia, Brahim Zitouni et Slaheddine Caïd Essebsi.
Le verdict tombe après 23 heures de délibération avec treize prévenus (huit militaires et cinq civils) condamnés à mort, le reste des conjurés écopant de peines de prison, à vingt ans de travaux forcés pour la plupart :
- Amor Ben Amor Bembli : officier militaire, condamné à mort
- Mostari Ben Saïd Ben Boubaker : commandant de l'armée, condamné à mort, par contumace
- Kebaïer Meherzi : capitaine de l'armée, originaire de La Marsa et aide de camp de Bourguiba, condamné à mort
- Salah Hachani : commandant de la garnison de Gafsa, originaire de Bizerte, condamné à mort
- Moncef El Materi : officier militaire originaire de Tunis, condamné à mort mais gracié par Bourguiba
- Mohamed (alias Hamadi) Ben Belgacem Guiza : officier militaire originaire de Tunis, condamné à mort mais gracié par Bourguiba
- Habib Barkia : militaire, condamné à mort
- Abdessadek Ben Nasr Ben Saïd : militaire, condamné à mort
- Abdelaziz Akremi[7] : ancien résistant originaire de Gafsa
- Ahmed Rahmouni : ancien magistrat originaire de Thala, condamné à mort
- Lazhar Chraïti : ancien résistant originaire de Gafsa, condamné à mort
- Mohamed Hédi Gafsi : homme d'affaires, fils d'Ali Ben Mustapha Gafsi, condamné à mort
- Habib Hanini : ancien résistant originaire de Bizerte, condamné à mort
- Sassi Bouyahia : ancien résistant originaire de Redeyef, condamné à la prison à perpétuité
- Mohamed Salah Baratli[8] : ancien résistant originaire de Bizerte, condamné à perpétuité
- Ahmed Tijani Ben Amor : ancien magistrat originaire de Thala, en poste au Kef puis démis de ses fonctions, condamné à vingt ans de travaux forcés
- Tamim Ben El Kamel Hemadi Tounsi : ancien résistant originaire de Siliana, étudiant en droit et plus jeune membre du groupe, condamné à vingt ans de travaux forcés[réf. nécessaire]
- Kaddour Ben Yochret : ancien résistant originaire de Bizerte, condamné à vingt ans de travaux forcés
- Ali Ben Salem Kchouk[7] : ancien résistant originaire de Bizerte, condamné à vingt ans de travaux forcés
- Larbi Ben Ahmed Akremi, ancien résistant originaire de Gafsa, condamné à vingt ans de travaux forcés
- Azzedine Chérif : instituteur, ancien résistant originaire de Gafsa, condamné à dix ans de travaux forcés[9]
- Ali Ben Mustapha Gafsi : originaire de Bizerte, condamné à dix ans de travaux forcés, meurt en détention
- Kefli Chaouachi : originaire de Medjez el-Bab, condamné à cinq ans de travaux forcés
- Hassan Marzouk : officier de la garde nationale, condamné à deux ans de prison
- Mohamed Ben Ali Methnani : agent de sécurité originaire de Kairouan, condamné à deux ans de prison
- Mohamed El Arbi Ben Salem Essamet : originaire d'El Ksar, condamné à deux ans de prison

Les condamnés à mort sont exécutés le 24 janvier 1963 dans un lieu tenu secret et jetés dans une fosse commune. Les autres peines sont purgées au bagne ottoman de Ghar El Melh pendant trois ans, puis à la prison de Borj Erroumi à Bizerte. Les conditions d'emprisonnement et de déroulement des interrogatoires sont considérés comme très dures et le recours à la torture est attesté par les inculpés. Pendant huit ans, ils sont détenus dans un sous-sol humide, été comme hiver, sans jamais voir le soleil, le pied attaché au mur par une chaîne de soixante centimètres de longueur. Ils sont libérés le 1er juin 1973.

### Ramifications
Pendant ce temps, d'autres procès suivent pour des complicités supposées et se traduisent par des condamnations tout aussi dures.

#### Procès de Sassi Lassoued
Le premier a lieu à partir du 2 mars 1963 pour juger neuf inculpés, accusés d'avoir constitué des groupes armés pour renverser le régime. Le verdict est prononcé le 5 mars, condamnant sept des accusés :
- Sassi Lassoued[12] : condamné à vingt ans de travaux forcés
- Béchir Hammami : condamné à vingt ans de travaux forcés
- Ammar Ben Saad Nanni : condamné à vingt ans de travaux forcés
- Abdelhamiud Zammaouri : condamné à vingt ans de travaux forcés
- Houcine Hidri et Ouanes El Arfaoui : condamné à deux ans de prison avec sursis
- Ammar Ben Larbi Guetari : condamné à une amende de trente dinars
- Mohamed Ben Ali Ayachi et Mohamed Ben Mohamed dit « Baâbaâ » : acquittés

#### Procès de Khaled Chraïti
Ce procès qui commence le 12 mars 1963 juge 42 accusés dont un par contumace. Le verdict prononcé le 17 mars est le suivant :
- Abderrahman Ben Khelifa Romma : condamné à mort par contumace[15]
- Khaled Ben Larbi Chraïti et Ali Ben Béchir Bejaoui : condamné à vingt ans de travaux forcés et trente dinars d'amende
- Mohamed Ben Mustapha Gara : condamné à vingt ans de travaux forcés
- Dhaou Ben Chibani, Mohamed Ben Kheireddine (alias Jamel) et Habib Jemili : condamné à dix ans de travaux forcés
- Mohamed Ben Ali El Mechi : condamné à cinq ans de travaux forcés et une amende de trente dinars
- Said Ben Belgacem El Mechi et Salah Ben Youssef Laabidi : condamné à cinq ans de travaux forcés
- Mohamed Ben Kacem Karoui : condamné à cinq ans de prison
- Hamadi Morjane : condamné à trois ans de prison
- Mohamed Habib Baccouche : condamné à deux ans de prison et une amende de cent dinars
- Mohamed Ben Ahmed Benaissa : condamné à deux ans de prison et une amende de trente dinars
- Tahar Ben Mohamed Rezgui : condamné à deux ans de prison et une amende de vingt dinars
- Taieb Ben Mohamed Ben Abderrahman, Sahbi Farhat El Badrouche, Béchir Jemili, Mohamed Ben Othman Gabsi, Amor Hanini, Amor Ben Ali Hanini, Abdallah Ben Sadok Mâamer et Salah Belhaj Ahmed Chakroun : condamné à deux ans de prison
- Abdelmajid Riahi, Ahmed Ben Mohamed Chatta, Mohamed Ben Amara Ben Mabrouk, Abderrahman Ben Ammar Akremi et Mohamed Habib Ben Mokhtar Ghrib : condamné à un an de prison
- Habib Ben Mekki Zarrouk et Mohamed Ben Amor Ben Béchir Bejaoui : condamné à six mois de prison
- Abderrahman Ben Mohamed Ben Khelifa : condamné à trois ans de prison avec sursis
- Abdessatar Hani et Lazhar Karoui Chebbi : condamné à deux ans de prison avec sursis
- Mustapha Ben Brahim Maztouri : condamné à six mois avec sursis
- El Haj Béchir Béjaoui, Mohamed Hédi Ben Taieb Nejmaoui et Ali Ben Abdallah Ben Mohamed Akermi : condamné à une amende de cinquante dinars
- Mohamed Ben Jomâa Ben Amor, Abdelkader Zarrouk, Mohamed Ben Messaoud Ben Salem, Mekki Ben Khelif Ben Miled et Abderraouf Khenissi[16] : acquittés

D'autres noms sont cités mais ne sont pas jugés dans le cadre de ces procès, à l'instar de :
- Landolsi[Qui ?] : sous-officier militaire
- Amor Toukabri : sous-officier militaire
- Hattab Boughzala : militaire originaire d'Hammamet
- Mongi Sarrey : militaire originaire d'Hammamet
- Hédi Mankaï : militaire originaire d'Hammamet
- Abdallah El Bou-Omrani : ancien résistant originaire de Gafsa

## Conséquences
La tentative de complot contre Bourguiba marque un durcissement du régime : les partis politiques d'opposition sont interdits et leurs publications censurées. La terreur que font naître les procès et les exécutions contribue à instaurer un régime autoritaire dans le pays.
En 2012, les restes de dépouilles de cinq des dix personnes exécutées (Salah Hachani, Kebaïer Mehrezi, Mohamed Hédi Gafsi, Ahmed Rahmouni et Abdelaziz Akremi) sont retrouvés à la suite des recherches effectuées par une commission militaire. En 2013, la famille Hachani tente sans succès d'inhumer leur membre au monument des martyrs de Séjoumi avant de se rabattre sur le cimetière du Djellaz.